# Adelino Nascimento
Elno Celino Araújo do Nascimento (Turiaçu, 17 de setembro de 1956 — Aracaju, 10 de abril de 2008), conhecido pelo nome artístico de Adelino Nascimento ou como o "Cantor Apaixonado do Povão", foi um cantor e compositor brasileiro, do gênero musical brega.
Fez sucesso na região Norte e Nordeste do Brasil. Compôs canções como Adeus Ingrata, Toca o Telefone, Menina Faceira e Vou Voltar pra São Luís, entre outros sucessos. Começou a carreira em 1981, quando seu pai, agricultor em Turiaçu, vendeu um terreno para pagar a gravação de uma fita. Enviou a gravação a um empresário de São Paulo, que aprovou o cantor e contratou-o para gravar seu primeiro disco. Em 1984 gravou seu primeiro disco fez sucesso na Bahia, Maranhão e em Pernambuco com as músicas Menina Faceira e também Caminhoneiro. Daí por diante foram vários discos e muito sucesso. Casou-se com Auricelia Abreu do Nascimento, e da união nasceram três filhos. Aurelinda Abreu do Nascimento, Adeliane Abreu do Nascimento e Adeliano Abreu do Nascimento. Apesar da vida artística, o cantor que domiciliava em Maracaçumé/MA, tinha uma vida comum,onde sempre que possível em seus dias de laser, estava com a família e amigos. Apesar do grande sucesso que foi sua carreira, Adelino nunca esqueceu suas raízes e fazia questão de mostrar isso, convivendo com o povo. Era preocupado com as situações políticas do país e principalmente do município que morava. Candidatou-se a prefeito de Maracaçumé em 1996, mas não conseguiu se eleger. Mas ainda assim, foi homenageado na Câmara e recebeu o título de Cidadão Maracaçumeense. Não era filho legítimo da terra, mas era sua Cidade do coração. Onde hoje o saudoso cantor é sepultado. E sua família ainda reside. Filho de Lindaura Marques e Hemenezio Reis do Nascimento, Adelino Nascimento fez história e até hoje suas músicas fazem muito sucesso.
Morreu no Hospital de Urgência João Alves Filho no dia 9 de abril de 2008. Ele sofria de asma e após um show na cidade de Japaratuba, sentiu-se mal, com problemas respiratórios, mas não quis receber atendimento médico. Passou mal novamente dias depois, quando foi internado e após algum tempo morreu. Possuía 51 anos.

## Discografia
- 2009 - Não se Vá • Unimar Music • CD
- 1990 - Adelino Nascimento • LP
- 1989 - O cantor apaixonado do povão • LP
- 1988 - Adelino Nascimento • RCA Victor • Compacto S
- simples